# Luigi Taddei
Luigi Taddei (Brè, 27 agosto 1898 – Brè-Aldesago, 24 gennaio 1992) è stato un pittore svizzero.

## Biografia
Figlio di Cristoforo Taddei, muratore di Brè sopra Lugano emigrato in Algeria, e di Europa Taddei, contadina, pure di Brè. Fin da ragazzo dimostra grande passione per il disegno. Terminate le scuole dell'obbligo comincia l'apprendistato in un'impresa di costruzioni, ma dopo poco tempo convince i genitori (la famiglia trasferitasi nel frattempo da Brè ad Albonago, sulle pendici del Monte Brè che sovrasta la città, ma a soli 400 m s.l.m.) a fargli frequentare la Scuola cantonale d'arte di Lugano.

### Gli esordi
Alterna studio e lavoro, ottenendo ottimi voti e diplomandosi nel 1918. Nel settembre successivo viene chiamato in qualità di docente supplente nella stessa scuola. Più tardi, nel 1932, diventerà insegnante di disegno alle scuole maggiori di Cassarate e Pregassona prima e di Lugano poi. Ha una spiccata predilezione per il ritratto e l'autoritratto. Inizialmente i soggetti sono famigliari, specie il padre e l'adorata madre. Nel 1920 ottiene la «Borsa federale» e con questo denaro può compiere i primi viaggi. Classico pittore en plein air si dedica anche al paesaggio. Ama la musica e le lettere e diviene amico di parecchi artisti e letterati tra cui lo scultore Pasquale Gilardi detto Lelèn di Brè, gli scrittori Valerio Abbondio, Giuseppe Zoppi, William Ritter, gli insegnanti Giuseppe Foglia e Frédéric Porta.

### Verso l'Algeria
Con i soldi guadagnati con i ritratti parte per l'Algeria, terra d'emigrazione per molte famiglie ticinesi e paese che lo attrae moltissimo. È ospite di alcuni parenti e si innamora di una sua cugina Charlotte, detta Loline, che sposerà nel 1927. Dal matrimonio nascono Charles, Elia, Isa e Robert. Il periodo algerino, con alcuni rientri in patria e puntate in Marocco, è prolifico. L'artista è rapito da atmosfere e paesaggio, tanto che si parlerà per lui di Mal d'Africa. Rimane in Algeria alcuni anni e vi tornerà più volte.
Ormai pittore affermato, nel 1933 costruisce una casa ad Albonago, località che ama moltissimo. Pochi artisti ticinesi della sua generazione hanno goduto di tanta attenzione. Il suo nome appare sui giornali già negli anni venti. Espone con grande successo in Algeria ma anche nel Canton Ticino e nella Svizzera romanda e in seguito anche nelle principali città della Svizzera tedesca. Definito talvolta «autodidatta e contadino», per via dell'aiuto che forniva ai genitori e della passione che ha sempre mantenuto per i lavori agricoli, era in realtà fornito di una solida base tecnica, «frutto di lungo studio e di un lavoro accanito» come ebbe a scrivere nel 1934 Louis Chazai critico d'arte e direttore dell'archivio statale del Canton Ticino.

### La maturità artistica

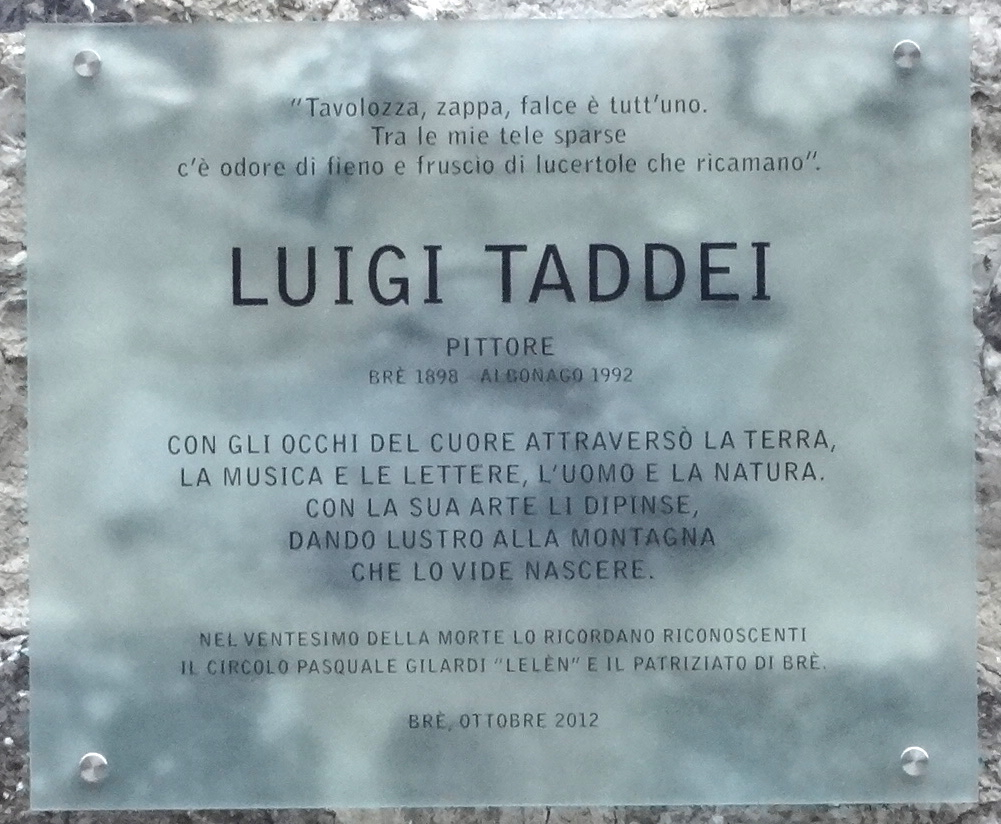
Targa, Brè sopra Lugano, 2012.

Con l'avanzare della maturità l'opera pittorica prosegue con intensità e ottimi riscontri di pubblico e di critica. Seguono altri viaggi in Italia, sugli altopiani del Messico e a New York. Oltre ad alcune crociere nei mari d'Egitto e Israele, fino al Libano e alla Grecia, oltre che nei Paesi Bassi e alle Canarie.
La natura, oltre ai volti e ai paesaggi, è spesso al centro delle sue opere. Tele nelle quali la luce è fondamentale e il tratto sicuro e aggiornato, grazie anche ai numerosi viaggi. Taddei si muove comunque sempre nel solco della tradizione. A un critico francese nel 1954 confessa «Sono troppo preso dalla realtà concreta della terra per abbandonarmi alle sottili complicazioni dell'arte astratta». Opere di Taddei sono conservate in diversi musei; altre sono di proprietà della Confederazione Elvetica, dello Stato del Canton Ticino e del comune di Lugano o si trovano in collezioni private in Svizzera e all'estero.
Anche in età avanzata non disdegna il disegno e la pittura. Continua ad esporre. Nel 1985 il comune di Viganello gli attribuisce la cittadinanza onoraria. Nel 1988 il Museo Malpensata di Lugano ospita una mostra antologica della sua opera in occasione del suo ottantesimo compleanno.
Si spegne nella sua casa di Albonago il 24 gennaio 1992 all'età di 94 anni.

### I viaggi
Pur se con solide radici nel Canton Ticino - sulle pendici del monte Brè che domina Lugano ha sempre amato spaziare - più che un artista contadino lo si potrebbe definire artista mediterraneo «per il dominio delle terre calde» nelle sue opere e per la sua passione per il Ticino ma anche per territori quali l'Algeria e il Messico, «terre dai colori accesi». Fin da adolescente è attratto dall'opera di Giovanni Segantini, tanto che parte a piedi per raggiungere le località dell'Engadina che ospitarono l'artista.
I suoi primi viaggi hanno come meta l'Italia, in particolare Bergamo, in seguito Roma, Napoli e la Sicilia. È all'Algeria che è legata una parte importante della sua esistenza affettiva e artistica. Nel 1925 espone una prima volta ad Algeri con grande successo di critica. «Monsieur Taddei détonne et étonne» scrive un critico. Altri prevedono che se rimarrà sé stesso, con tale semplicità un po' mistica e onestà d'approccio, con le sue doti rare e preziose, avrebbe potuto conquistare «une place très en vue dans l'art moderne». In Algeria abita alcuni anni e vi farà ritorno in seguito più volte. Fa varie puntate in Marocco (vicino a Fez abitava una sorella della moglie). Dopo alcuni soggiorni in Svizzera romanda e a Milano nel 1965 parte per gli altopiani messicani. È attirato dal fascino delle civiltà precolombiane. Rimane tre mesi nel paese e poi parte per New York. Sempre negli anni sessanta solca anche i mari con alcune crociere nel Mediterraneo.

## Citazioni
Mario Agliati ha scritto che se avesse coltivato la scrittura, sarebbe potuto diventare «scrittore di bella vena». Ne sono conferma queste righe apparse in un libro dell'artista dalle quali emerge anche la sua religiosità.
«Poco conta se impugno la penna come fosse una vanga da immergere nella terra umida d'aprile per scavare più fondo il segno e se dico con linguaggio rustico seminando sulla carta, come seminassi tra le buone cose del Creato. Sono abituato alla zolla. Abituato ad estirpar l'erba cattiva dalla buona, a drizzare un albero storto, a curarlo perché dia frutti dolci. E guardo le stelle mattutine per dare mano ai primi lavori e contemplo le vespertine se soddisfatto della giornata piena. Tavolozza, zappa, falce è tutt'uno. Tra le mie tele sparse c'è odore di fieno e fruscìo di lucertole che ricamano. La casa è più mia quando fa freddo e accanto al focolare rimescolo la polenta. L'autunno è più mite quando entro nel tino colmo e pigio l'uva. In queste funzioni, che si ripetono precise nel volgere delle stagioni, ho temprato i muscoli; nella costante lezione di saper vedere e sentire – con occhi grandi e orecchie aperte – la realtà del vero, ho rinvigorito lo spirito. Quando i colori mi ossessionano, nulla mi trattiene dal dipingere febbrile. La lotta quotidiana è il mio respiro: il linguaggio che taluno comprende. Indulgo all'astrattismo nei rari momenti d'insonnia. Lo straripare delle correnti stravaganti e complicate non mi può alterare. L'Africa biblica e misteriosa è il mio secondo regno. Dipingere la luce e il colore del fuoco d'artificio della folla araba, intensa tumultuosa, variopinta che formicola sui mercati, che fa spettacolo, sempre mi incanta. Sono luoghi roventi di sole, di peccato, tra musiche e danze, tra fachiri e serpenti, tra santoni e mendicanti che sembrano scolpiti nella pietra o colati nel bronzo : sono voci di muezzin che si perdono, sull'imbrunire, dai minareti. Luoghi dove regna pure il più denso e assoluto silenzio; e pare d'essere più vicini a Dio, anche se la propria orma non è più che un granello di sabbia tra gli infiniti granelli del deserto.».